# American Association of Variable Star Observers
AAVSO (ang. American Association of Variable Star Observers) – organizacja zrzeszająca obserwatorów gwiazd zmiennych z całego świata. Stowarzyszenie to powstało na krótko przed I wojną światową w USA (1911 r.) i przez 70 lat działalności zdołało zebrać 7 milionów obserwacji gwiazd zmiennych, w ogromnej większości wizualnych.
Większość obserwacji przysyłanych do AAVSO to obserwacje takich typów gwiazd zmiennych jak: zmienne kataklizmiczne, zmienne półregularne SR, długookresowe typu Mira Ceti czy gwiazdy zaćmieniowe.
Wyniki obserwacji wysyła się w formie raportu za miesiąc (najlepiej do 10 każdego miesiąca). W tym celu wypełnia się specjalny formularz dostarczony przez organizację. Jest to rodzaj tabeli, w której wpisuje się kolejno oznaczenie gwiazdy, jej nazwę, datę juliańską obserwacji wraz z ułamkiem dnia, jasność, komentarz, jasności gwiazd porównania i rodzaj użytej mapki. Formularze takie – jak i mapki – można zamówić bezpośrednio w AAVSO (25 Birch Street, Cambridge, MA 02138, USA) lub poprzez e-mail.
Działalność organizacji umożliwia astronomom amatorom nadanie swej pracy wartości naukowej. Przy prowadzeniu regularnych obserwacji mogą oni zostać członkami AAVSO.